# Pihen-lès-Guînes
Pihen-lès-Guînes är en kommun i departementet Pas-de-Calais i regionen Hauts-de-France i norra Frankrike. Kommunen ligger i kantonen Guînes som tillhör arrondissementet Calais. År 2022 hade Pihen-lès-Guînes 530 invånare.

## Befolkningsutveckling
Antalet invånare i kommunen Pihen-lès-Guînes
| Referens: INSEE |